# Беляцкин, Семён Абрамович
Семён Абрамович Беляцкин (1 октября 1875, по другим сведениям 1874, Могилёв-на-Днепре — 1944, Освенцим) — российский юрист, публицист, беллетрист.
Работал присяжным поверенным в округе Санкт-Петербургокой судебной палаты. Автор ряда работ на юридические темы. Печатался в журналах «Восход», «Будущность», «Вестнике гражданского права».
В межвоенные годы жил в Литве, преподавал в Литовском университете в Каунасе. Помимо работ по праву, издал несколько беллетристических сочинений на русском и литовском языках.
Погиб в 1944 году в концентрационном лагере Освенцим.

## Избранные труды
- Новое авторское право в его основных принципах: [С прил. закона об авт. праве] / С. А. Беляцкин. — Санкт-Петербург: изд. юрид. кн. скл. «Право», 1912. — 151 с.

- Возмещение морального (не-имущественного) вреда: [Докл., чит. в Спб. Юрид. о-ве 24 нояб. 1910 г. (с незнач. изм.)] / С. А. Беляцкин. — Санкт-Петербург: Изд. юрид. кн. скл. «Право», 1913. — 59 с.
- Возмещение морального (неимущественного) вреда / С. А. Беляцкин; Вступ. ст. Борисовой Е. А.; Юрид. фак. МГУ им. М. В. Ломоносова. — М.: Юрид. бюро «Городец»: LIBE, 1997. — 75 с. — (Классика русской юридической литературы). ISBN 5-89391-004-4
- Война и правосудие: (К вопросу о правовом положении на суде подданных воюющих держав): [Сообщ. в Петрогр. адвокат. худож. кружке 4 окт. 1914 г.] / С. А. Беляцкин. — Москва: Журн. «Вестн. права», [1914]. — 28 с.
- Гражданский оборот и война / С. А. Беляцкин. — Петроград: тип. т-ва «Обществ. польза», 1915. — 80 с.
- Война и государственное вознаграждение: К вопросу о возмещении населению убытков от воен. действий / С. А. Беляцкин. — Петроград: тип. т-ва «Обществ. польза», 1915. — 78 с.
- Беляцкин С. А. Душеприказчик и суд // Памяти профессора Габриеля Феликсовича Шершеневича: Сб. ст. по гражд. и торговому праву М. М. Агаркова, С. А. Беляцкина, проф. Е. В. Васьковского, А. Э. Вормса, доц. Д. М. Ченкина, проф. Д. Д. Гримма, прив.-доц. В. П. Доманжо, прив.-доц. А. В. Завадского, проф. А. И. Каминки, проф. М. Я. Пергамента [и др.]. — М.: Бр. Башмаковы, 1915. — С. 93—104. — XVIII, 486 с.

### Некоторые статьи
- Авторское право и несостоятельность [Текст] /С. А. Беляцкин. // Вестник Гражданского права. — 1913. — Выпуск 5. Май. — С. 54-72.
- Ложь, правда и профессиональная тайна адвоката [Текст] / С. А. Беляцкин. // Вестник права и нотариата. — 1913. — [N 27. Июль — N 52. Декабрь]. — С. 3187-3190.
- Иск об утверждении духовного завещания [Текст] / С. А. Беляцкин. // Вестник Гражданского права. −1913. — Выпуск 7. Ноябрь. — С. 76-101
- Война, непреодолимая сила и гражданский оборот [Текст] / С. А. Беляцкин. // Вестник гражданского права. −1915. — N 3. Март. — С.47-86.